# Kirby: Power Paintbrush
Kirby Power Paintbrush, (Japans: タッチ！カービィ Tacchi!; Kābī, ook wel Kirby Canvas Curse in de Verenigde Staten) is een computerspel gemaakt door HAL Laboratory en uitgegeven door Nintendo. Het spel kwam in 2005 uit voor de Nintendo DS. Het spel is een actiespel en platformspel. Met behulp van de stylus bestuurde men de, in een bal veranderde, Kirby in een schilderij-achtige wereld.

## De opties
- Main Game: Er zijn in totaal zeven werelden in Kirby Power Paintbrush met elk drie levels. Bij elk level zijn er drie medailles te vinden. Bij de 'Main Game' moet men een level doorlopen om het volgende level vrij te spelen. De hoofdbazen (behalve de eindbaas) worden gebracht in minigames die men later weer kan spelen bij de 'Subgames'.
- Rainbow Run: Bij 'Rainbow Run' kan men de vrijgespeelde levels van de 'Main Game' in twee opties spelen. Dit zijn 'Time Trial' en 'Line Trial'. Bij 'Time Trial' moet men zo snel mogelijk een level uitspelen. Bij 'Line Trial' moet men met zo weinig mogelijk inkt een level halen. Bij elk level van deze modi kan men drie medailles behalen.
- Subgames: Deze vrij te spelen modus laat de speler minigames spelen. Er zijn drie minigames: 'Cart Run', 'Paint Panic' en 'Block Attack'.
- Medal Swap: Hier kan men met de verdiende medailles extra's vrijkopen waaronder nieuwe liedjes, meer leven en nieuw speelbare figuren.
- Options: Hier kan men kiezen uit 'Settings', 'Training', 'Data' en het later vrij te spelen 'Sound Test'. Bij de Settings kan men onder andere het inkttype wijzigen waarmee men lijnen trekt en kan men kiezen of men pictochat-gebruikers in de nabije omgeving wil opsporen. Bij 'Sound Test' kan men alle muziek van Kirby Power Paintbrush beluisteren, en ook muziek van klassieke Kirby-spellen.

## Het verhaal
Kirby is rustig aan het wandelen in 'Dreamland' totdat de kleuren plotseling door elkaar husselen. Het blijkt het werk te zijn van Drawcia, een heks. Kirby achtervolgt haar maar ze verandert hem in een bal en Dreamland in een groot schilderij. Ze ontsnapt, maar ze vergat haar magische penceel. Wanneer Kirby hem aanraakt komt er een bundel licht die op Kirby wijst. Vanaf dit moment moet Kirby proberen zijn eigen vorm weer terug te krijgen en Dreamland te redden.

## De besturing
Het gehele spel bestuurt men met de stylus. Door hiermee te vegen ontstaat een lijn waarover Kirby kan rollen. Zo kan Kirby bijvoorbeeld over afgronden bewegen. Met een tikje op een vijand raakt hij verlamt, als die vijand een bekwaamheid of ability (vuur, elektriciteit, stekels etc.) bij zich draagt kan men die overnemen. Met een tikje op Kirby kan hij snelheid maken en waar mogelijk deze ability gebruiken. Als de speler een looping tekent kan Kirby nog sneller gaan. Ook zitten er sommige schakelaars die men kan 'omtikken'.

## Ontvangst
Het spel is het derde beste verkochte spel in Japan met 75.365 verkochte exemplaren in de eerste week.
| Beoordeeld door              | Jaar | Score |
| ---------------------------- | ---- | ----- |
| Nintendojo                   | 2005 | 100%  |
| NintendoWorldReport          | 2005 | 95%   |
| Nintendo Spin                | 2005 | 95%   |
| UGO (UnderGroundOnline)      | 2005 | 91%   |
| Gaming Age                   | 2005 | 91%   |
| Eurogamer.net (UK)           | 2005 | 90%   |
| Christ Centered Game Reviews | 2007 | 90%   |
| Game Revolution              | 2005 | 83%   |
| GamePro (US)                 | 2005 | 80%   |
| PAL Gaming Network (PALGN)   | 2005 | 80%   |